# Jermaine Jackson
Jermaine LaJaune Jackson (muszlim nevén Muhammad Abdul-Aziz; Gary, Indiana, 1954. december 11.) amerikai énekes, gitáros, a The Jackson 5 egykori tagja. Michael Jackson néhai világsztár énekes bátyja; a negyedik testvér a Jackson családban.

## Karrierje

### The Jackson 5/The Jacksons
1967-ben lett tagja két bátyjával, Jackie-vel és Titóval a The Jackson Brothers nevű együttesnek, amiből két évvel később, amikor öccsei, Marlon és Michael is beléptek, kialakult a sikeres The Jackson 5, ami 1969-ben leszerződött a Motown kiadóhoz. A csapatnak Jermaine és Michael voltak a szólóénekesei. Jermaine 1973-ban végzett a középiskolában, ahol az évkönyv szerint őt tartották a legtehetségesebbnek és a legjobban öltözöttnek.
1975-ben, tizennégy, az együttessel töltött év után Jermaine, aki az együttes fő énekeseként már egyébként is háttérbe szorult Michael mögött, kilépett az együttesből. A Jackson 5 ugyanis átszerződött az Epic Records kiadóhoz The Jacksons néven, Jermaine pedig a Motownnál maradt, ahol elvette a kiadóvezető Berry Gordy lányát. A Motownnál már korábban is jelentek meg szólóalbumai.

### Szólókarrier
Ahogy Michaelnek, Jermaine-nek is már az együttessel töltött évei alatt megkezdődött szólókarrierje. 1972-ben sikert aratott a Shep and the Limelites Daddy’s Home című számának feldolgozásával. 1980-ban megjelent Let’s Get Serious című albumát Grammy-díjra jelölték. Több top 20 slágere is volt az amerikai Billboard Hot 100 slágerlistán az 1970-es és 80-as években. Michaellel énekelt duettje, a Tell Me I’m Not Dreamin’ (Too Good to Be True) első helyezett lett a Hot Dance Club Play  slágerlistán 1984-ben. Együtt dolgoztak Rockwell 1984-es Somebody’s Watching Me című slágerén is. Ugyanebben az évben Jermaine és Pia Zadora duettje, a When the Rain Begins to Fall hatalmas sikert aratott Európában. Jermaine utolsó nagy sikere az 1989-ben megjelent Don’t Take It Personal volt az azonos című albumról; ez első lett a Billboard Hot R&B/Hip-Hop Songs kislemezlistáján.
Négy duettet énekelt Whitney Houstonnal, ebből egy Jermaine Precious Moments, kettő pedig Whitney Whitney Houston albumán szerepel. Utóbbin még egy dalnak, Someone for Me-nek a producere volt.
1991-ben került a rádiókhoz Jermaine Word to the Badd!! című promóciós kislemeze. A dalban erősen kritizálja Michaelt. A dalt személyes sérelmek motiválták, mert többen, akikkel Jermaine dolgozott akkori albumán, otthagyták, hogy Michael Dangerous albumán dolgozzanak. Jermaine és Michael összevesztek a dalon, a kiadó pedig nem volt hajlandó ezzel a szöveggel megjelentetni a dalt. A Word to the Badd!!-nek végül egy más szövegű változata került fel a You Said albumra, aminek producerei L.A. Reid és Babyface voltak, de az album így sem lett sikeres, mert Michael rendkívül népszerű volt ebben az időben. Jermaine és kiadója szerződésének vége szakadt. Jelenleg nincs lemezszerződése.

## Későbbi évek
1992-ben Jermaine volt a producere a The Jacksons: An American Dream című nagy sikerű minisorozatnak, amelyben legidősebb fia játszotta a fiatal Jermaine-t.
Michael 2005-ös gyermekmolesztálási pere során Jermaine mindenben támogatta öccsét, gyakran nyilatkozott a CNN Larry King Live című műsorában és számos alkalommal elkísérte Michaelt a bíróságra.
2009. június 25-én tragédia érte: öccse, Michael váratlan halála.

## Tévés szereplések
Jackson 2007-ben szerepelt a brit Celebrity Big Brother valóságshowban. A házban békéltető, közvetítő szerepet játszott. A szereplők egyik feladata The Jackson 5-dalok előadása volt. Az I Want You Back ennek köszönhetően került vissza a brit slágerlistákra, az 53. helyre. 2007. január 28-án Jackson a műsor második helyezettje lett, Shilpa Shetty mögött.
A CMT Gone Country című valóságshowja második évadjában is szerepet kapott. ennek egy epizódjában beismerte szobatársának, Sebastian Bachnak, hogy csak felkapcsolt lámpáknál tud aludni, mert sötétben 19. századi embereket lát. Nemrég zsűritag volt az Australian Idol tehetségkutató műsorban.
Jelenlegi tervei közt szerepel egy, az Egyesült Királyságban bemutatandó színdarab, ami családja életéről szól. Többször említette azt is, hogy a Jacksons újra összeáll, albumot készít és turnézni fog. Számos jótékonysági szervezetet támogat, többek közt árva gyerekeket segélyezőket. Gyakran beszél hitéről és kiáll a rasszizmus ellen.

### Magánélete
Jermaine 1973-ban feleségül vette Hazel Gordyt. Első gyermekük, Jermaine (becenevén Jay) 1977-ben, lányuk, Autumn 1978-ban született. Már zajlott a válásuk, amikor megszületett kisebbik fiuk, Jaimy 1987-ben. Jermaine házassága alatt viszonyt kezdett Margaret Maldonadóval, akitől két fia született, az első, Jeremy Maldonado Jackson 1986-ban, a második, Jourdynn Michael Jackson 1989-ben.
Margaret Maldonadóval való szakítása után Jermaine 1995-ben váratlanul feleségül vette Alejandra Genevieve Oaziazát. Alejandra korábban Jermaine öccsével, Randyvel élt, és két gyermeke is született, Genevieve és ifjabb Randy. Jermaine-nek és Alejandrának két fia született, Jaffar 1996. július 25-én és Jermajesty 2000-ben. örökbe fogadott fiuk Donte. 2004 novemberében Jermaine beadta a válókeresetet; a válást 2008 májusában mondták ki. Jermaine-nek csak 50 000 dollár ügyvédi költséget és ugyanennyi gyerektartást kellett fizetnie, mert pénzügyi nehézségekre hivatkozott, és a bíró hitt neki. A válóper alatt kiderült, hogy Alejandra korábban bevándorlási okokból hozzáment egy bizonyos Nicholas Rayhez, akitől nem vált el, így Jermaine-nel kötött házassága mindvégig érvénytelen volt.
Jermaine Jehova tanújaként nőtt fel, de ahogy Rebbie kivételével minden testvére, ő is elhagyta a vallást. 1989-ben tért át az iszlámra, miután látogatást tett Bahreinben. Mikor a brit Big Brother valóságshowban szerepelt, látták imádkozni és böjtölni is a házban.

## Diszkográfia
Lásd még: The Jackson 5-diszkográfia
Stúdióalbumok
- Jermaine (1972)
- Come into My Life (1973)
- My Name Is Jermaine (1976)
- Feel the Fire (1977)
- Frontiers (1978)
- Let’s Get Serious (1979)
- Jermaine (1980)
- I Like Your Style (1981)
- Let Me Tickle Your Fancy (1982)
- Dynamite (1984)
- Precious Moments (1986)
- Don’t Take It Personal (1989)
- You Said (1991)

## További információ
- Hivatalos oldal
- Jermaine Jackson a Facebookon
- Jermaine Jackson az Internet Movie Database-ben (angolul)
- Jermaine Jackson a Rotten Tomatoeson (angolul)
- VH1 profil Archiválva 2012. október 9-i dátummal a Wayback Machine-ben
- Jermaine Jackson diszkográfiája a Motownnál Archiválva 2020. január 25-i dátummal a Wayback Machine-ben
- Interjú Jermaine-nel az iszlámról
- Jermaine Jackson az IMDb-n